# Sestra (Finnischer Meerbusen)
Die Sestra (russisch Сестра, „Schwester“; finnisch Siestarjoki, „Johannisbeerefluss“ (obsolet Rajajoki, „Grenzfluss“); schwedisch Systerbäck, „Schwesterbach“) ist ein Fluss auf der Karelischen Landenge in der russischen Oblast Leningrad und dem Gebiet von Sankt Petersburg. Er hat eine Länge von 74 km und ein Einzugsgebiet von 393 km².
Die Sestra stellt die historische Grenze zwischen den Landschaften Karelien und Ingermanland dar. Im Vertrag von Nöteborg wurde der Fluss 1323 als Grenze zwischen Schweden und Russland festgeschrieben. Nachdem Altfinnland 1721 an Russland gefallen war, war er Grenzfluss zwischen den russischen Gouvernements Wyborg und Sankt Petersburg, von 1812 bis 1917 zwischen Russland und dem Großfürstentum Finnland, und von 1917 bis 1940 und von 1941 bis 1944 zwischen der Sowjetunion und dem unabhängigen Finnland.
Bis zu Beginn des 18. Jahrhunderts mündete die Sestra in den Finnischen Meerbusen. Nach 1714 wurde sie dann durch den Bau eines Damms zu einem See aufgestaut, um die Munitionsfabrik im neu gegründeten Sestrorezk mit Wasser zu versorgen. Der so entstandene See (Sestrorezki Rasliw) hat heute eine Größe von 10,6 km² und ist nur rund 2 m tief. Er ist durch künstlich aufgeschüttete Sanddünen vom Meer getrennt. Der Pegelstand wird über einen 4,8 km langen Kanal zum Meer reguliert.